# Récits de la Kolyma
Pour les articles homonymes, voir Kolyma (homonymie).
Récits de la Kolyma (en russe Колымские рассказы) est le titre d'un recueil de nouvelles de l'écrivain russe Varlam Chalamov (1907-1982).
Cette immense fresque évoque essentiellement son expérience du Goulag de l'Union soviétique, surtout à la Kolyma où il a passé plus de quatorze ans (1937-1951), mais il revient aussi plus brièvement sur ses passages en prison et sa première expérience au camp de la Vichera, et encore plus brièvement sur son retour à Moscou. Ces récits ont été écrits de 1954 à 1973.
C'est une étude artistique d'une réalité nouvelle et inimaginable avant l'avènement du Goulag et d'Auschwitz. Comme Chalamov l'écrit lui-même, « la destruction de l'homme avec l'aide de l'État n'est-elle pas la question principale de notre temps, de notre moralité, incluse dans la psychologie de chaque famille ? »

## Histoire de la publication desRécits de la Kolyma
Les Récits de la Kolyma ont été publiés pour la première fois dans la revue en russe Nouvelle Revue à New York en 1966 . L'année suivante, en 1967, vingt-six histoires tirées principalement des Récits de la Kolyma ont été publiées en langue allemande à Cologne sous le titre Histoires du prisonnier Chalanov (sic). Deux ans plus tard, en 1969, l'ouvrage en allemand est traduit et publié en français en France à partir du texte en allemand avec un nom d'auteur transcrit erronément (Chalamov) . En 1970 il est encore publié par des revues anti-soviétiques pour les émigrés russes en Occident. De ce fait Chalamov est inscrit sur les listes noires dans son pays.
Le recueil complet de la Kolyma est publié pour la première fois à Londres en 1978 .
Du vivant de Chalamov, pas un seul de ses ouvrages sur le Goulag n'a été imprimé et édité en URSS. En 1988 lors de la Péréstroïka ses récits ont commencé à paraître dans des revues. Ce n'est qu'en 1989, 7 ans après sa mort, que l'ouvrage a été édité pour la première fois dans son pays. 
Chalamov était indigné par ces publications multiples en Occident. Sa prose était pour lui une mosaïque complète d'expériences de camp et elle devait être perçue comme un ensemble et dans un certain ordre. Ces publications l'ont de plus fait inscrire sur les listes noires en URSS. Elles ont gâché sa réputation d'écrivain dans les cercles dissidents. Quand, en 1978, les Récits ont été publiés en russe à Londres, Chalamov, déjà gravement malade, s'en est réjoui .
La première édition en quatre volumes, en russe, en URSS, est établie en 1989 par Irina Sirotinskaïa qui tente d'éclairer les points obscurs dus notamment à l'architecture complexe des récits.
En français, les quatre volumes sont publiés par les éditions Maspero en 1980-1982, traduits par Catherine Fournier, repris en 1986 par les éditions Fayard et en 1990 aux éditions LDP.
Chalamov raconte dans un ordre qui défie la chronologie et qui trouve sa justification dans l'exigence artistique .
En URSS si les Récits de la Kolyma n'ont pas été publiés du vivant de l'auteur, mais seulement en 1989, des critiques apparaissent depuis décembre 1962. Ce sont des critiques internes censées décider du sort du livre et qui n'aboutiront pas. C'est l'époque de Nikita Khrouchtchev dont le critique officiel Anatoly Dryomov, suivant les conceptions sur l'inutilité des passe-temps, a poignardé le livre. 
Pourtant tous n'ont pas le même avis. Ainsi Oleg Volkov (ru) (1900-1996), prisonnier du Goulag pendant 25 ans, recommande chaleureusement la publication en URSS. S'il souligne les mérites artistiques des récits de la Kolyma, leur véracité, Volkov note en même temps plusieurs défauts : les répétitions, les intrigues partiellement dupliquées, des défauts stylistiques. Après la publication d'Une journée d'Ivan Denissovitch de Soljenitsyne en 1962, Volkov juge supérieurs les récits de Chalamov.
Iouri Dombrovski (1909-1978), auteur de La Faculté de l'inutile partage le point de vue de Volkov : « Dans la prose du camp, Chalamov est le premier, je suis le deuxième, Soljenitsyne est le troisième. »
Roman Goul (1896-1986), russe émigré en 1950 aux États-Unis, où il devient rédacteur, puis rédacteur en chef de la revue littéraire en langue russe The New Review, est quant à lui plutôt négatif dans son jugement des Récits de la Kolyma. Il trouve beaucoup d'histoires « très mauvaises », d'autres « nécessitant un traitement littéraire » et l'ensemble « très monotone, très lourd ». Il les édite, mais en les raccourcissant sans cérémonie avant l'impression.
Viktor Nekrassov, qui émigrera en France en 1974, considère Chalamov comme un grand écrivain « même dans le contexte de tous les géants non seulement de la littérature russe, mais aussi mondiale » et ses récits comme « une énorme mosaïque qui recrée la vie (si on peut l'appeler la vie), à la différence que chaque pierre de sa mosaïque est elle-même une œuvre d'art. » .

## L'œuvre
Les Récits de Kolyma comprennent six recueils composés de plus d'une centaine d'histoires et d'essais. On retrouve parmi ceux-ci les caractéristiques de nombreux genres de prose : roman d'action, poème en prose, recherches psychologiques, :

### Récits de Kolyma (1954-1962)
- Sur la neige ;
- Sur parole ;
- La nuit ;
- Les charpentiers ;
- Tâche individuelle ;
- Le colis ;
- La pluie ;
- Campos ;
- Ration de campagne ;
- L’injecteur ;
- L’apôtre Paul ;
- Les baies ;
- La chienne Tamara ;
- Cherry-Brandy ;
- Dessins d’enfant ;
- Le lait concentré ;
- Le pain ;
- Le charmeur de serpents ;
- Le mollah tatare et l’air pur ;
- Première mort ;
- Tante Polia ;
- La cravate ;
- La taïga dorée ;
- Vaska Denissov ;
- le voleur de cochons ;
- Séraphin ;
- Jour de repos ;
- Les dominos ;
- Hercule ;
- Thérapie de choc ;
- Le pin nain ;
- Croix-Rouge ;
- Le complot des juristes ;
- La quarantaine.

### Rive gauche (1965)
- Le procurateur de Judée ;
- Les lépreux ;
- À l’accueil ;
- Les géologues ;
- Les ours ;
- Le collier de la princesse Gagarine ;
- Ivan Fiodorovitch ;
- L’académicien ;
- La carte des diamants ;
- L’incroyant ;
- Le plus bel éloge ;
- Un descendant de décembriste ;
- Les comités des pauvres ;
- Magie ; Lida ;
- Anévrisme de l’aorte ;
- Un morceau de chair ;
- Mon procès ; Espéranto ;
- Menu spécial ;
- Le dernier combat du commandant Pougatchov ;
- Le directeur de l’hôpital ;
- Le bouquiniste ;
- Prêt-bail ;
- Maxime.

### Virtuose de la pelle
- Une attaque ;
- Oraison funèbre ;
- Comment tout a commencé ;
- L’écriture ;
- Le canard ;
- Le businessman ;
- Caligula ;
- Le virtuose de la pelle ;
- La ROuR ;
- Bogdanov ;
- L’ingénieur Kisseliov ;
- L’amour du capitaine Tolly ;
- La croix ;
- Les cours ;
- Le premier tchékiste ;
- Un weismanniste ;
- À l’hôpital ;
- Juin ;
- Mai ;
- Aux bains ;
- Le Ruisseau-Diamant ;
- Le procureur vert ;
- La première dent ;
- Un écho dans la montagne ;
- Alias Berdy ;
- Les prothèses ;
- À la poursuite d’une fumée de locomotive ;
- Le train.

### Essais sur le monde du crime
- À propos d’une faute commise par la littérature ;
- Sang de filou ;
- La femme dans l’univers des truands ;
- La ration du prisonnier ;
- La guerre des chiennes ;
- Apollon parmi les truands ;
- Sergueï Essénine et le monde des voleurs ;
- Comment on « édite de rômans ».

### Résurrection du mélèze (1966-1967)
- Le sentier ;
- Le graphite ;
- Débarcadère de l’enfer ;
- Le silence ;
- Deux rencontres ;
- Le thermomètre de Grichka Logoune ;
- Une rafle ;
- Des yeux pleins de bravoure ;
- Marcel Proust ;
- La photographie délavée ;
- Le chef de la Direction politique ;
- Riabokone ;
- La vie de l’ingénieur Kipreïev ;
- Douleur ;
- La chatte sans nom ;
- Le pain d’autrui ;
- Un vol ;
- Une ville sur la montagne ;
- L’examen ;
- La lettre ;
- La médaille d’or ;
- Pendu à l’étrier ;
- Khan-Guireï ;
- Prière du soir ;
- Boris Ioujanine ;
- La visite de mister Popp ;
- L’écureuil ;
- La cascade ;
- Le dompteur de feu ;
- La résurrection du mélèze.

### Le Gant ou KR 2 (1970-1972)
- Le gant ;
- Galina Pavlovna Zybalova ;
- Liocha Tchékanov ou Deux hommes condamnés ensemble se retrouvent à la Kolyma ;
- Triangulation de classe III ;
- La brouette I ;
- La brouette II ;
- La ciguë ;
- Le docteur Iampolski ;
- Le lieutenant-colonel Fraguine ;
- Le permafrost éternel ;
- Ivan Bogdanov ;
- Iakov Ovseïevitch Zavodnik ;
- Le jeu d’échecs du docteur Kouzmenko ;
- L’homme du bateau ;
- Alexandre Gogobéridzé ;
- Leçons d’amour ;
- Les nuits athéniennes ;
- Voyage à Ola ;
- Un lieutenant-colonel du service sanitaire ;
- Le commissaire aux armées ;
- Riva-Rocci.

## Aspects stylistiques
Les Récits sont un texte autobiographique ; le principal héros et narrateur y apparaît sous plusieurs noms : Andreïev, Goloubiev, Krist, Chalamov. Bien qu'il y ait souvent des portraits de détenus, le narrateur se signale à la première personne pour attester chacune des nouvelles comme authentique. 
Il décrit deux groupes distincts : celui des droits communs (les « truands ») et les prisonniers politiques. Ces derniers le sont selon l'article 58 du code pénal, avec pour Chalamov le sigle « KRTD » (Kontr-revolioutsionnaïa trotskistkaïa deïatelnost) qui le laissait en proie à l'arbitraire en tant qu'« ennemi du peuple ». Tandis que les premiers sont unis par des codes et survivent en travaillant peu et en volant la nourriture et les effets des seconds, les prisonniers politiques, eux, sont réduits au bout de quelques semaines à l'état de « crevards ». Les prisonniers deviennent des squelettes vivants, uniquement préoccupés par la faim qui les tenaille, incapables de penser, solitaires (à cause des mouchards). Ils sont réduits aux activités répétitives (le transport de terre dans la brouette). La proximité de la mort provoque une quasi indifférence à celle-ci chez les crevards, un ensauvagement, une absolue simplicité des rapports humains. 
Chalamov montre l'absolue inutilité du travail des zeks, pour l'URSS ou pour eux-mêmes. C'est une expérience personnelle qui fige le développement de l'homme et le réduit à la servitude et à la mort.
Les nouvelles de Chalamov sont assez variées sur la forme, mais sont toutes issues d'expériences authentiques. Elles sont assez répétitives sur le fond : actes de sadisme, recherche de nourriture, combines pour échapper à une journée de travail, etc. Elles finissent sur une chute concentrant généralement la noirceur de la charge morale des scènes décrites.
Souvent les nouvelles sont centrées sur un personnage, dont le nom et l'histoire avant l'arrestation est rappelée. C'est pour Chalamov à la fois un effort pour sauver de l'oubli ses compagnons la plupart du temps morts sur place, et une manière de montrer l'influence du milieu déshumanisant, généralement en mal, sur les personnalités.
Les Essais sur le monde du crime se distinguent des autres recueils, car ils sont spécifiquement centrés sur le groupe des « truands », à la manière d'un essai socio-anthropologique.

## Éditions en français
L'ouvrage est paru pour la première fois en français en 1980 aux Éditions Denoël.
- Récits de la Kolyma, nouvelle édition intégrale, traduit par Catherine Fournier, Sophie Benech et Luba Jurgenson, révisée par Anne Coldefy-Faucard, préface de Luba Jurgenson, postface de Michel Heller, Lagrasse, Éditions Verdier, 2003, 1515 p.  (ISBN 978-2-86432-352-5)
- Récits de Kolyma, traduit par Catherine Fournier, préface d'André Siniavski, postface de Nicolas Miletitch, Paris, La Découverte/Fayard, 1986, 1194 p.
- Essais sur le monde du crime, traduit par Sophie Benech, est paru en 1993 chez Gallimard.